# フリー・モバイル
フリー・モバイル (Free Mobile) は、フランスの移動体通信事業者。

## 概要
2012年1月に長らくOrange、SFR、ブイグ・テレコムの既存の3社が寡占してきたフランスの携帯市場に第4の携帯事業者として既存事業者の半分以下という低価格の料金プランで参入した。これまではフランスの携帯市場は欧州の他国よりも競争状況が比較的緩やかで、既存の3社は安定した市場環境に甘んじてきた。
新規参入事業者でありながら、サービス開始直後から既に全国規模のネットワークを整備していた。親会社のIliad Groupによれば、2012年3月末時点での261万人のフリー・モバイル加入者の中で料金プラン別加入者の割合（月額19.90€と2€の2種類）、Freeのブロードバンド加入者とそれ以外の加入者、他事業者からの番号移転と新規番号付与の割合は、それぞれ半々程度であったとされる。2011年6月、ヴィヴェンディが英ボーダフォンが保有していたSFR株式(44%)を取得して100%子会社化した。

## 参入の影響
Orangeの携帯電話加入者は2011年1～3月に169.7万人増加したものの解約数は231.2万人となり、61.5万人の純減となった。
市場占有率第2位のSFRは2012年第1四半期のポストペイド加入者の減少数は27.4万人だったものの、プリペイド加入者の減少を含めると約62万人の純減となり、既存3事業者で最も純減数が多く、Franck Esser CEOが辞任した。ブイグ・テレコムは2012年第1四半期に37.9万人(ポストペイド：21万人、プリペイド：16.9万人)の加入者が減少した。
最も影響を受けたのは当時30社以上もあった仮想移動体通信事業者 (MVNO)で2012年第1四半期にはMVNOがフランス市場に参入して以来、初めて加入者が減少する事態となり、それらの多くはフリー・モバイルと既存の3社の低価格化競争の煽りを受けて淘汰された。そのようなMVNOの一社であるヴァージン・モバイルは2012年1～2月に2.4万の加入者減となった。その後、4月以降は加入者は増加傾向にあり、再び2011年末のレベルに戻ったと発表されたが、これは2015年に事業をSFRへ売却する布石になったと考えられる。